# Plesiodesma infans
Plesiodesma infans är en fjärilsart som beskrevs av W. Warren 1908. Plesiodesma infans ingår i släktet Plesiodesma och familjen Thyrididae. Inga underarter finns listade i Catalogue of Life.